# Jordariadna amissiocoli
Genre
Espèce
Synonymes
- Ariadna amissiocoli Wunderlich, 2008

Jordariadna amissiocoli, unique représentant du genre Jordariadna, est une espèce fossile d'araignées aranéomorphes de la famille des Segestriidae.

## Distribution
Cette espèce a été découverte dans de l'ambre de Jordanie. Elle date du Crétacé.

## Publications originales
- Wunderlich, 2008 : The dominance of ancient spider families of the Araneae: Haplogyne in the Cretaceous, and the late diversification of advanced ecribellate spiders of the Entelegynae after the Cretaceous–Tertiary boundary extinction events, with descriptions of new families. Beiträge zur Araneologie, vol. 5, p. 524–675.
- Wunderlich, 2015 : On the evolution and the classification of spiders, the Mesozoic spider faunas, and descriptions of new Cretaceous taxa mainly in amber from Burmese (Burma) (Arachnida: Araneae). Beiträge zur Araneologie, vol. 9, p. 21–408.